# Finca 51
Finca 51 ist ein Corregimiento des Bezirks Changuinola in der Provinz Bocas del Toro in Panama. Bei der Volkszählung im Jahr 2023 hatte es 5732 Einwohner. Das Corregimiento erstreckt sich über eine Fläche von 78,3 km².
Das Corregimiento wurde durch Gesetz Nr. 172 vom 19. Oktober 2020 geschaffen.

## Orte
Im Corregimiento Finca 51 befinden sich folgende Orte:
- Agroganadera Caribe
- Barriada 20 de Mayo
- Barriada Nuevo Amanecer
- California
- Deborah
- Finca 51
- Finca 53
- Finca Nombre de Dios
- Guabito
- Junta Agraria
- La Barra
- La Jara
- La Palma
- Milla 23 o Puente Blanco
- Nueva California
- Puente de San San
- Puente del Medio
- Puente Negro
- Río Negro
- San San No.1